# Force aérienne royale néo-zélandaise
La Royal New Zealand Air Force (RNZAF) est la force aérienne de la New Zealand Defence Force.

## Histoire
Formée des composantes néo-zélandaises de la British Royal Air Force en 1923, ses troupes furent envoyées combattre dans la Seconde Guerre mondiale, la guerre du Viêt Nam et la guerre du Golfe. 
Le Curtiss P-40 Warhawk, nommé Kittyhawk par les forces du Commonwealth, est l'épine dorsale des escadrons de chasse de 1942 au milieu de l'année 1944. Les 297 Kittyhawks ont équipés huit escadrons et deux unités d'entraînement, des Kittyhawks de diverses marques (E, K, M et N) ont été utilisés pour former des pilotes de chasse à domicile et dans le théâtre du Pacifique Sud-Ouest de la Seconde Guerre mondiale. 

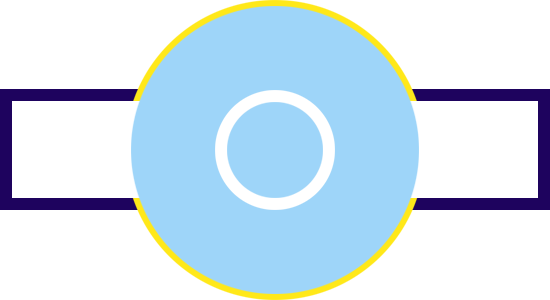
Cocarde de la RNZAF à la fin de la guerre du Pacifique.

À la fin de la guerre, il ne restait plus que 124 Kittyhawks, 20 ayant été perdus au combat, 76 dans des accidents à l'étranger et 76 autres dans des accidents en Nouvelle-Zélande. Ils ont abattu 99 avions japonais en combat aérien, avec 14 autres victoires probables. Ils sont remplacés par Chance Vought F4U Corsair, 368 F4U-1 et 60 FG-1D, en service de 1944 à 1949.
D'un maximum de mille avions en 1945, elle en a aujourd'hui 53[Quand ?], principalement pour patrouiller la côte et pour des missions de transport avec la Royal New Zealand Navy et la New Zealand Army.
On trouve ses bases aériennes à Auckland, Ohakea et Woodbourne.
Sa cocarde contient une image de silhouette de kiwi, oiseau également symbole du pays en général. Sa devise est la même que celle de la Royal Air Force britannique, « Per ardua ad astra ».
En 2001, le gouvernement travailliste décida de ne pas renouveler les vieillissants avions de combat A-4 Skyhawk par un lot de 28 F-16 Falcon. La force de combat est depuis inexistante et les jets d'entraînement Aermacchi MB-339 acquis en 1990 ont été mis sous cocon.
Le 9 juillet 2018, pour remplacer les 6 P-3 de patrouille maritime qui devraient être retirés en 2025, l'achat de 4 Boeing P-8 Poseidon pour 2,35 milliards de dollars néo-zélandais, infrastructures comprises (1,4 milliard d'euros) est officialisé,.
Le 5 mai 2020, l'achat de 5 C-130J-30 Super Hercules est annoncé pour 1,5 milliard de dollars néo-zélandais, ils sont livrés à partir du 4 septembre 2024.

## Aéronefs

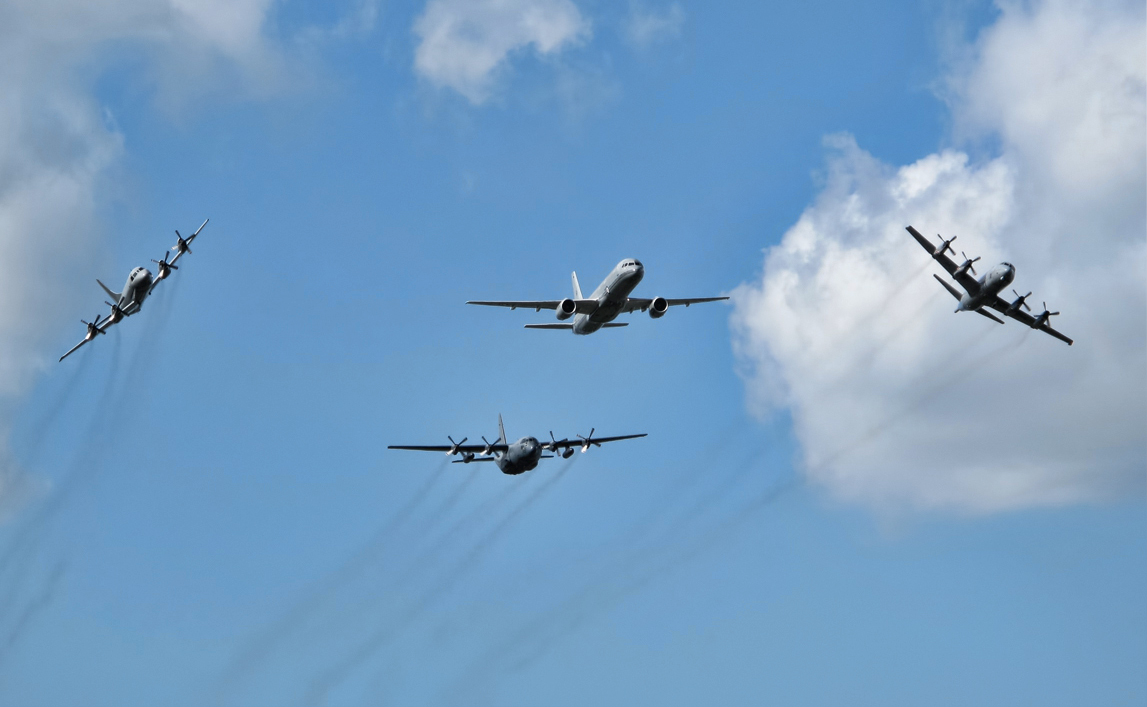
Un B-757 entouré d'un C-130 Hercules et de deux P-3 Orion de la RNZAF à un meeting aérien en 2009

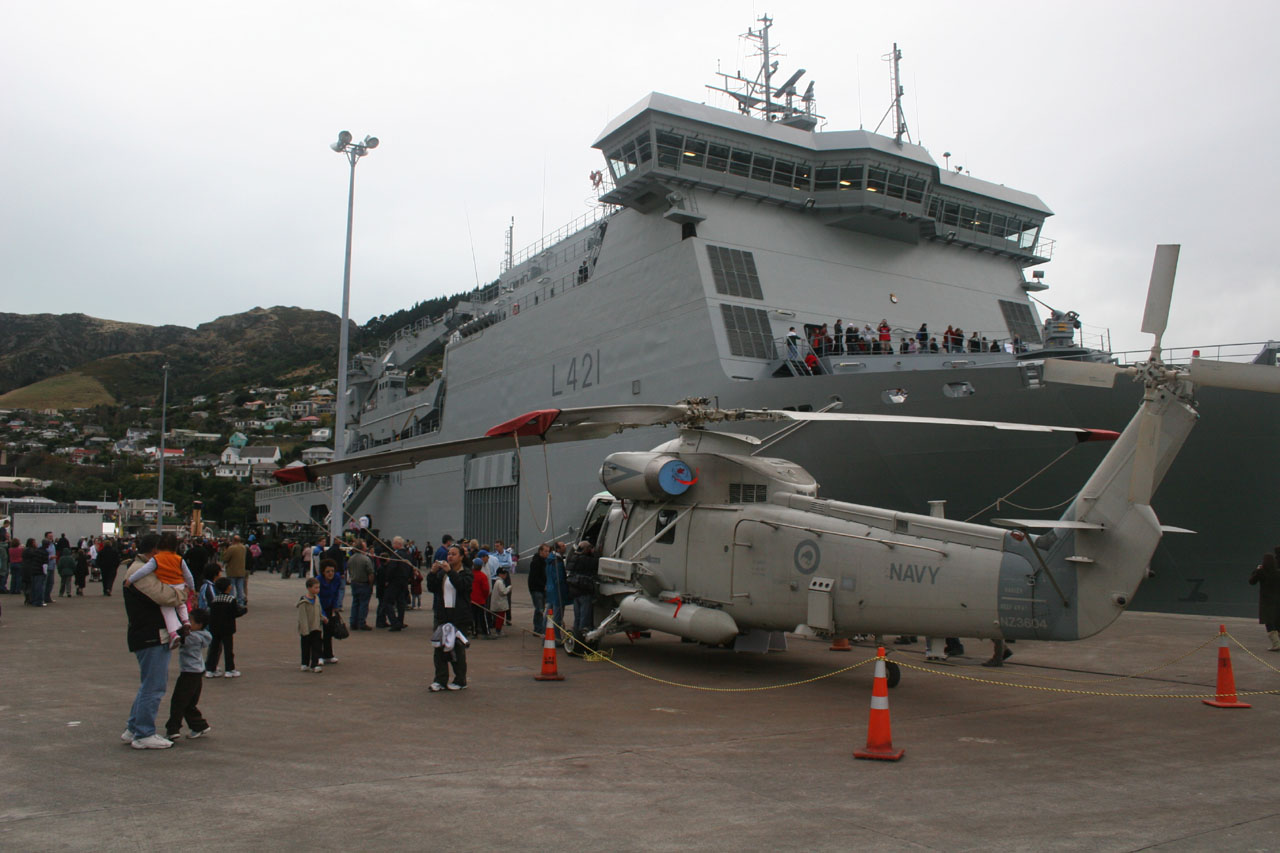
Un hélicoptère Seasprite devant le HMNZS Canterbury en 2007.

Les appareils en service en 2019 sont les suivants :
| Aéronefs                         | Origine            | Type                                                         | En service         | Versions |                    |                    |
| Avion de transport               | Avion de transport | Avion de transport                                           | Avion de transport | Avion de transport | Avion de transport | Avion de transport |
| -------------------------------- | ------------------ | ------------------------------------------------------------ | ------------------ | --- | ------------------ | ------------------ |
| Lockheed C-130H Hercules         | États-Unis         | avion de transport tactique                                  | 5                  | servis par le 40e escadron et basés à Auckland. 3 reçus en 1965 et 2 en 1969, retiré du service le 31 janvier 2025. Remplacés par 5 C-130J-30 commandés le 5 juin 2020 livrable entre 2024 et 2025.                   |                    |                    |
| Boeing 757-200                   | États-Unis         | avion de transport de personnels et de hautes personnalités  | 2                  | servis par le 40e escadron et basés à Auckland. |                    |                    |
| Avion d'entraînement             |                    |                                                              |                    | |                    |                    |
| Beechcraft T-6C Texan II         | États-Unis         | avion d’entraînement primaire et intermédiaire               | 11                 | pour la formation de base des pilotes. Commandé en janvier 2014, premières livraisons en juillet 2014. |                    |                    |
| Beechcraft Super King Air 200    | États-Unis         | avion de transport léger et d’entraînement                   | 4                  | servis par le 42e escadron pour la formation des pilotes et basés à Ohakea. Les appareils sont entrés en service en 1998 (3) et 2000 (2).                                                                             |                    |                    |
| Avion de patrouille maritime     |                    |                                                              |                    | |                    |                    |
| Lockheed P-3K Orion              | États-Unis         | avion de patrouille maritime                                 | 6                  | servis par le 5e escadron et basés à Auckland. 5 sont entrés en service en 1966 et 1 fut acquis en 1985 auprès de la RAAF. Retrait le 24 janvier 2023                                                                 |                    |                    |
| Hélicoptère                      |                    |                                                              |                    | |                    |                    |
| Agusta-Westland AW.109E          | Italie             | hélicoptère léger multirôle                                  | 5                  | servis par le 3e escadron et basés à Ohakea |                    |                    |
| Kaman SH-2G Super Seasprite (en) | États-Unis         | hélicoptère de lutte anti-sous-marine et de sauvetage en mer | 8                  | servis par le 6e escadron pour le compte de la Royal New Zealand Navy et basés à Auckland. Les appareils sont entrés en service en 2001 et servent principalement sur les frégates et bâtiment amphibie de la marine. |                    |                    |
| NH-Industries NH90-TTH           | Union européenne   | hélicoptère d’assaut et de sauvetage en mer                  | 8                  | servis par le 3e escadron et basés à Ohakea |                    |                    |